# Frappe aérienne du 20 novembre 2024 à Palmyre
La frappe aérienne du 20 novembre 2024 à Palmyre survient le 20 novembre 2024 lorsque l'armée de l'air israélienne mène une frappe aérienne sur des immeubles résidentiels et une zone industrielle à Palmyre, dans le centre de la Syrie. Selon l'Observatoire syrien des droits de l'homme, les frappes tuent au moins 108 personnes, dont 73 miliciens syriens soutenus par l'Iran et 29 miliciens étrangers soutenus par l'Iran, principalement des membres du Harakat Hezbollah al-Nujaba d'Irak, ainsi que 15 militants du Hezbollah. Les frappes blessent également plus de 50 personnes,,.

## Contexte
Depuis le début de la guerre civile syrienne en 2011, Israël mène des centaines de frappes aériennes en Syrie (en), ciblant l'armée arabe syrienne et les groupes soutenus par l'Iran dans le pays. Depuis le début de la guerre entre Israël et le Hamas le 7 octobre 2023, Israël intensifie ses frappes aériennes sur la Syrie à mesure que ses hostilités avec le Hezbollah s'intensifient.

## Frappes aériennes
Le ministère syrien de la Défense indique que les frappes aériennes, qui ont lieu à 13 h 30 le 20 novembre 2024, sont lancées depuis la base militaire américaine d'Al-Tanf et causent "d'importants dégâts matériels". L'Observatoire syrien des droits de l'homme signale également que les frappes visent "un dépôt d'armes près de la zone industrielle" de Palmyre. L'envoyé spécial adjoint des Nations unies en Syrie déclare au Conseil de sécurité de l'ONU que l'attaque est "probablement la frappe israélienne la plus meurtrière en Syrie à ce jour".
Les médias d'État syriens rapportent d'abord que les attaques tuent 36 personnes et blessent au moins 50 autres, à la suite des frappes sur des immeubles résidentiels et une zone industrielle à Palmyre. L'Observatoire syrien des droits de l'homme basé au Royaume-Uni rapporte cependant que les frappes aériennes tuent plus de 108 personnes. Parmi les morts figurent 73 miliciens syriens soutenus par l'Iran, dont 11 officiers travaillant pour le Hezbollah au Liban, et 29 miliciens non syriens soutenus par l'Iran, principalement des combattants irakiens du Harakat Hezbollah al-Nujaba. Les forces de défense israéliennes refusent de commenter la frappe aérienne.